# Ferdinand Bol
Ferdinand Bol (Dordrecht, gedoopt 24 juni 1616 – Amsterdam, begraven 24 juli 1680) was een Nederlands kunstschilder, etser en tekenaar. Hij vervaardigde portretten, historische voorstellingen en Bijbelse taferelen. Het werk van Bol hangt vaak in openbare gebouwen. Zijn portretten bleven veelal in het bezit van de families.

## Biografie
Zijn vader was meesterchirurgijn in Dordrecht. Bol was mogelijk in de leer bij Jacob Gerritsz. Cuyp in Dordrecht. In december 1635 wordt hij in Dordrecht vermeld als 'Ferdinandus bol, schilder'. Na 1635 was hij als leerling werkzaam in het atelier van Rembrandt te Amsterdam. De vroegst bekende aanwijzing hiervoor is een aantekening op de achterzijde van een tekening van Rembrandt uit omstreeks 1636 met zijn voornaam 'ferdijnandus'. Op 30 augustus 1640 trad Bol op als getuige in een notariële akte van Rembrandt. Hij volgde zijn leermeester zo goed na, dat veel van Bols werken lange tijd werden toegeschreven aan Rembrandt zelf. Rembrandt verkocht ook werken die door Bol waren geschilderd. Rembrandt schilderde zijn vader Balthasar Bol, toen deze in Amsterdam bij zijn zoon op bezoek kwam. Na de dood van zijn vader in 1641 vestigde Ferdinand Bol zich als zelfstandig schilder.

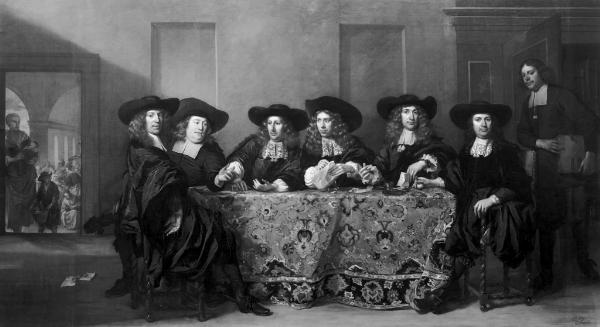
De regenten van het Oudezijds Huiszittenhuis, 1675

In 1652 liet Bol zich inschrijven als poorter van Amsterdam. In 1653 huwde hij de koopmansdochter Elisabeth Dell en woonde op de Oudezijds Voorburgwal, naast de Stadsbank van Lening. In 1655 werd hij hoofdman van het schildersgilde. Ferdinand Bol leverde stukken aan de Admiraliteit van Amsterdam en het Amsterdamse stadhuis (nu het koninklijk paleis op de Dam). In 1660 stierf zijn vrouw.
In 1669 trouwde hij opnieuw, dit keer met de vermogende Anna van Erckel. Het paar verhuisde naar Keizersgracht 672, in een pand ontworpen door Adriaan Dortsman. Tegenwoordig zit daar het Museum Van Loon. Vanaf het aangaan van zijn tweede huwelijk zijn er vandaag de dag geen schilderijen van hem bekend. Bol hield zich na zijn hertrouwen in ieder geval wel bezig met een bestuursfunctie in het Leprozen- en Huiszittenhuis en is in 1675 samen met Isaac Commelin geschilderd door Pieter van Anraedt. Aan het einde van zijn leven woonde Bol bij zijn zoon Elbert, een advocaat op de Herengracht. Hij ligt begraven in de Zuiderkerk, waar ook een schilderij van hem hing.

## Schilderstijl

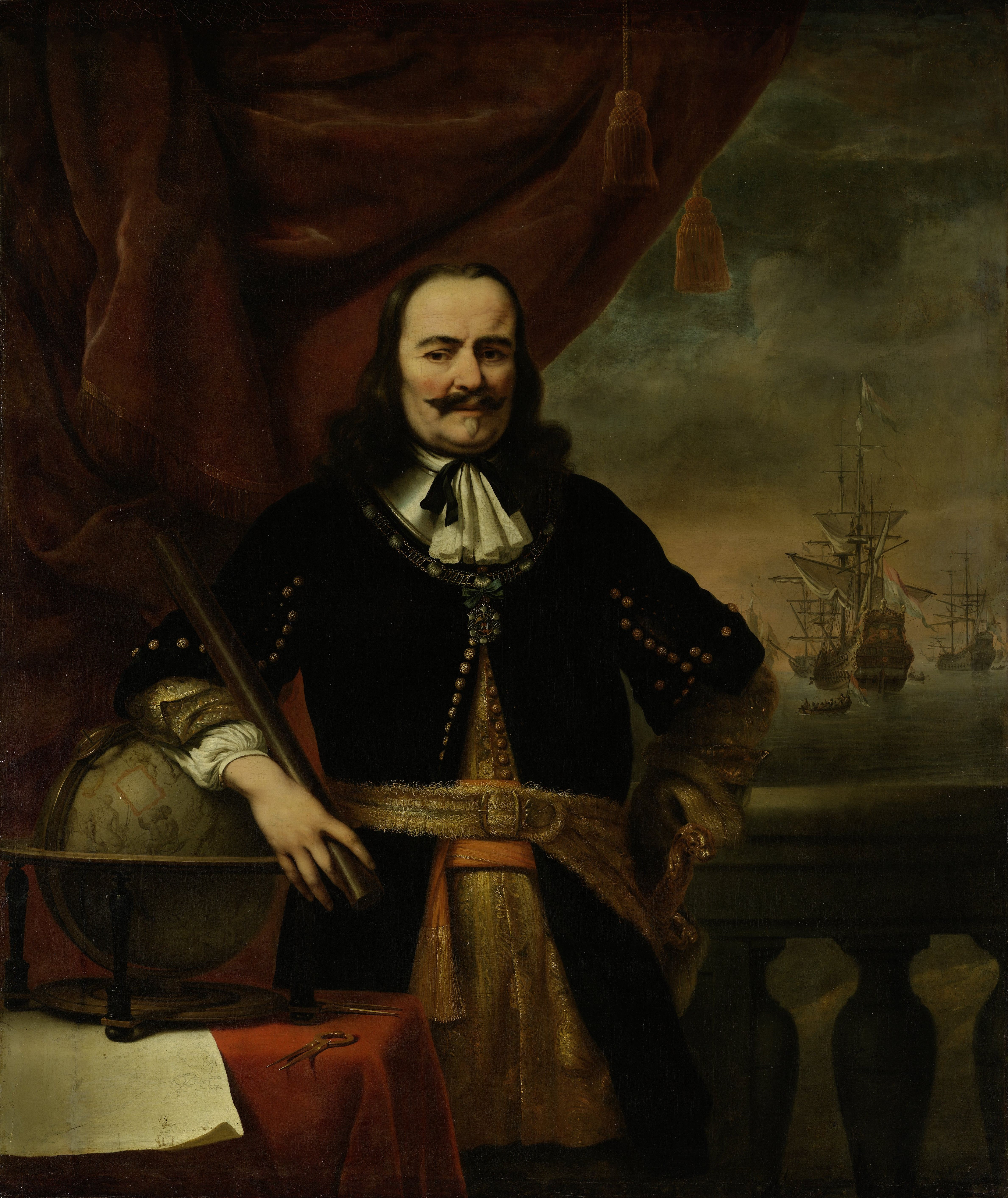
Portret van Michiel de Ruyter, 1667

De werken van Ferdinand Bol behoren tot de barok en hij was een van de Oude Hollandse Meesters. In het Paleis op de Dam en in de stadhuizen van Leiden, Gouda en Enkhuizen hangt werk van hem.
Het vroegste door Bol gesigneerde werk dateert uit 1642. In Amsterdam werd hij na 1650 een zeer succesvol portretschilder. Hij maakte onder andere portretten van Michiel en Engel de Ruyter, Jacob van Campen en David de Wildt. Zijn beste werk kwam tot stand tussen 1650 en 1669. Het portret van Elisabeth Jacobsdr. Bas (Rijksmuseum Amsterdam) - ooit onderwerp van een heftige controverse - vertoont sterke invloed van Rembrandt. Er zijn in ieder geval zeven zelfportretten van hem bekend en in elk geval drie gaan echt als zodanig door; de andere zijn tronie-zelfportretten waarbij hij een geïdealiseerd beeld van zichzelf heeft weergegeven. Het oudste heuse zelfportret, Zelfportret met cupido uit 1669, is tevens het laatste schilderij dat van Bol bekend is.
Rond 1645 veranderde hij van stijl. Zijn werk werd pathetischer, hoewel de invloed van Rembrandt steeds merkbaar bleef, met name in de toepassing van het clair-obscur en het kleurgebruik (roze). Het licht en de rekwisieten herinneren aan Rembrandt.

## Musea
Werken van Ferdinand Bol zijn te vinden in onder meer:
- Amsterdam Museum
- Dordrechts Museum (Zelfportret op dertigjarige leeftijd en Venus, Paris en Amor)
- Mauritshuis in Den Haag
- Museum Boijmans Van Beuningen in Rotterdam (Jongen in Pools kostuum, 1656)
- Rijksmuseum in Amsterdam (Drie regentessen van het Leprozenhuis te Amsterdam, 1668)
- Alte Pinakothek in München
- National Gallery in Londen
- Louvre in Parijs
- Hermitage in Sint-Petersburg
- Gemäldegalerie Alte Meister in Dresden
- Statens Museum for Kunst in Kopenhagen
- Fine Arts Museums of San Francisco
- J. Paul Getty Museum in Los Angeles
- Metropolitan Museum of Art in New York
- Museum of Fine Arts in Houston

In de burgemeester- en Schepenzaal van het Paleis op de Dam (voormalige stadhuis) hangen schoorsteenstukken van hem. De schilderijen in Zeemagazijn zijn bij de brand in 1791 verloren gegaan. In de Noenzaal in het gebouw van de Eerste Kamer aan het Binnenhof in Den Haag hangt het grote werk De grootmoedigheid van Scipio (Publius Cornelius Scipio Africanus maior).

## Lijst van werken
| Titel                                                                                  | Datering  | Type       | Verblijfplaats                                                  | Afbeelding |
| -------------------------------------------------------------------------------------- | --------- | ---------- | --------------------------------------------------------------- | ---------- |
| Portret van Elisabeth Bas                                                              | 1640-1645 | Schilderij | Rijksmuseum Amsterdam, Amsterdam                                |            |
| Koning David instrueert op zijn sterfbed Salomo                                        | 1643      | Schilderij | National Gallery of Ireland, Dublin                             |            |
| Een vrouw aan haar toilettafel                                                         | 1643-1647 | Schilderij | Museum of Fine Arts, Houston                                    |            |
| Jacobs droom met de hemelladder                                                        | 1644-1650 | Schilderij | Staatliche Kunstsammlungen Dresden, Gemäldegalerie Alte Meister |            |
| Zelfportret op dertigjarige leeftijd                                                   | 1646      | Schilderij | Dordrechts Museum, Dordrecht                                    |            |
| De regenten van het Leprozenhuis in Amsterdam                                          | 1649      | Schilderij | Amsterdam Museum, Amsterdam                                     |            |
| Portret van een jonge man, vermoedelijk Louis Trip junior                              | 1652      | Schilderij | Mauritshuis, Den Haag                                           |            |
| De onverschrokkenheid van Fabricius in het legerkamp van Pyrrhus                       | 1655-1656 | Schilderij | Amsterdam Museum, Amsterdam                                     |            |
| De onverschrokkenheid van Fabricius in het legerkamp van Pyrrhus                       | 1655-1656 | Schilderij | Amsterdam Museum, Amsterdam                                     |            |
| Portret van Otto van der Waeyen in Pools kostuum                                       | 1656      | Schilderij | Museum Boijmans Van Beuningen, Rotterdam                        |            |
| Elisa weigert de geschenken van Naäman                                                 | 1661      | Schilderij | Amsterdam Museum, Amsterdam                                     |            |
| Portret van Joanna de Geer met haar dochter                                            | 1661      | Schilderij | Muzeum Narodowe w Warszawie, Warschau                           |            |
| Neptunus treedt in dienst van de Amsterdamse Admiraliteit                              | 1661-1662 | Schilderij | Amsterdam Museum, Amsterdam                                     |            |
| Mozes daalt af met de tafelen der wet                                                  | 1662      | Schilderij | Paleis op de Dam, Amsterdam                                     |            |
| Aeneas bij Latius                                                                      | Ca. 1662  | Schilderij | Rijksmuseum Amsterdam, Amsterdam                                |            |
| Portret van een man                                                                    | 1663      | Schilderij | Rijksmuseum Amsterdam, Amsterdam                                |            |
| Portret van Margarita Trip die als Minerva haar zuster Anna Maria Trip onderwijst      | 1663      | Schilderij | Koninklijke Nederlandse Akademie van Wetenschappen, Amsterdam   |            |
| Portret van Johanna de Geer met haar twee kinderen Cecilia en Laurens Trip als Caritas | Ca. 1664  | Schilderij | Koninklijke Nederlandse Akademie van Wetenschappen, Amsterdam   |            |
| Portret van Michiel de Ruyter                                                          | 1667      | Schilderij | Rijksmuseum Amsterdam, Amsterdam                                |            |
| Portret van Michiel de Ruyter                                                          | 1667      | Schilderij | Mauritshuis, Den Haag                                           |            |
| Portret van Michiel de Ruyter                                                          | 1667      | Schilderij | National Maritime Museum, Londen                                |            |
| Portretten van David de Wildt en Elisabeth van der Voorde                              | 1667      | Schilderij | Amsterdam Museum, Amsterdam                                     |            |
| Portretten van David de Wildt en Elisabeth van der Voorde                              | 1667      | Schilderij | Amsterdam Museum, Amsterdam                                     |            |
| Drie regentessen van het Leprozenhuis te Amsterdam                                     | Ca. 1668  | Schilderij | Rijksmuseum Amsterdam, Amsterdam                                |            |
| De regenten van het Leprozenhuis in Amsterdam                                          | Ca. 1668  | Schilderij | Amsterdam Museum, Amsterdam                                     |            |
| Zelfportret                                                                            | Ca. 1669  | Schilderij | Rijksmuseum Amsterdam, Amsterdam                                |            |

- Auckland Art Gallery Toi o Tāmaki: 1569
- Art Gallery of South Australia: 2868
- Biblioteca Nacional de España: XX1533038
- Bibliothèque nationale de France: cb14959707t (data)
- Biografisch Portaal: 01804960
- Digitale Bibliotheek voor de Nederlandse Letteren: bol_001
- Gemeinsame Normdatei: 118659278
- International Standard Name Identifier: 0000 0001 1946 7207
- KulturNav: 0a41b308-c02a-43b3-90eb-04c723b15c63
- Library of Congress Control Number: n96089084
- National Gallery of Victoria: 4988
- Nationale Bibliotheek van Israël: 987007281404905171
- Nederlandse Thesaurus van Auteursnamen: 069110360
- RKD-Nederlands Instituut voor Kunstgeschiedenis: 10080
- SNAC: w6f48fpm
- Système universitaire de documentation: 050534998
- Museum of New Zealand Te Papa Tongarewa: 242
- Union List of Artist Names: 500013764
- Virtual International Authority File: 12575331
- WorldCat: E39PBJfRwVb3xgkq3GKDcgbKh3